# Dents Blanches
Dents Blanches je horský masiv v Savojských Alpách. Leží na hranicích kantonu Valais a departementu Horní Savojsko, na jihozápadě Švýcarska a východě Francie. Hlavní hřeben s řadou vrcholů má délku přes 2 kilometry.
Nejvyšší vrchol Dent de Barme má výšku 2 757 metrů. Nejvýraznějším vrcholem masivu je na severovýchodě ležící Dent de Bonavau (2 503 m).